# Eugène Laermans
Eugène Laermans, född 22 oktober 1864, död 22 februari 1940, var en belgisk målare.
Laermans målade i en summarisk teknik på naturstudier grundade figurkompositioner med symboliskt eller socialt innehåll. Han var en djärv och skicklig kolorist, och en god etsare. Från 1924 hindrades han av blindhet att fortsätta sitt konstnärskap.